# Heligmomerus jeanneli
Heligmomerus jeanneli là một loài nhện trong họ Idiopidae.
Loài này thuộc chi Heligmomerus. Heligmomerus jeanneli được Lucien Berland miêu tả năm 1914.